# Sebastiano Bianchetti
Sebastiano Bianchetti (ur. 20 stycznia 1996 w Contigliano) – włoski lekkoatleta specjalizujący się w pchnięciu kulą.
W 2013 roku nie zaliczył żadnej mierzonej próby podczas mistrzostwa świata juniorów młodszych w Doniecku, podobnie jak rok później w Eugene na światowym czempionacie do lat 20. W 2015 został brązowym medalistą mistrzostw Europy juniorów z Eskilstuny. Uczestnik mistrzostw Starego Kontynentu w Amsterdamie (2016), gdzie nie przebrnął kwalifikacji pchnięcia kulą. Trzeci zawodnik młodzieżowych mistrzostw Europy w Bydgoszczy (2017).
Złoty medalista mistrzostw Włoch oraz reprezentant kraju w pucharze Europy w rzutach oraz drużynowych mistrzostwach Europy.
Rekordy życiowe: stadion – 20,41 (26 lipca 2022, Spoleto); hala – 19,73 (27 lutego 2022, Ankona).

## Osiągnięcia
| Rok  | Impreza                                 | Miejsce    | Lokata               | Wynik |
| ---- | --------------------------------------- | ---------- | -------------------- | ----- |
| 2013 | Mistrzostwa świata juniorów młodszych   | Donieck    | –                    | NM    |
| 2013 | Gimnazjada                              | Brasília   | 4. miejsce           | 19,17 |
| 2014 | Mistrzostwa świata juniorów             | Eugene     | –                    | NM    |
| 2015 | Mistrzostwa Europy juniorów             | Eskilstuna | 3. miejsce           | 20,71 |
| 2015 | Mistrzostwa Europy juniorów             | Eskilstuna | el. – 14. miejsce    | 54,23 |
| 2016 | Puchar Europy w rzutach                 | Arad       | 3. miejsce           | 19,78 |
| 2016 | Mistrzostwa Europy                      | Amsterdam  | el. – 25. miejsce    | 18,56 |
| 2017 | Puchar Europy w rzutach                 | Las Palmas | 4. miejsce (U-23)    | 17,95 |
| 2017 | Superliga drużynowych mistrzostw Europy | Lille      | 8. miejsce           | 19,34 |
| 2017 | Młodzieżowe mistrzostwa Europy          | Bydgoszcz  | 3. miejsce           | 19,69 |
| 2018 | Puchar Europy w rzutach                 | Leiria     | 1. miejsce (grupa B) | 19,23 |
| 2018 | Igrzyska śródziemnomorskie              | Tarragona  | 4. miejsce           | 19,71 |
| 2019 | Uniwersjada                             | Neapol     | 5. miejsce           | 19,81 |
| 2022 | Igrzyska śródziemnomorskie              | Oran       | 6. miejsce           | 20,03 |
| 2022 | Mistrzostwa Europy                      | Monachium  | el. – 19. miejsce    | 19,37 |